# Katowicka Spółka Akcyjna dla Górnictwa i Hutnictwa

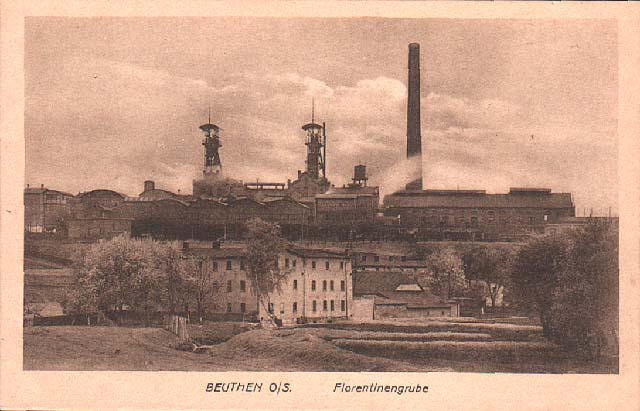
Kopalnia węgla kamiennego Florentine (późniejsza Łagiewniki)

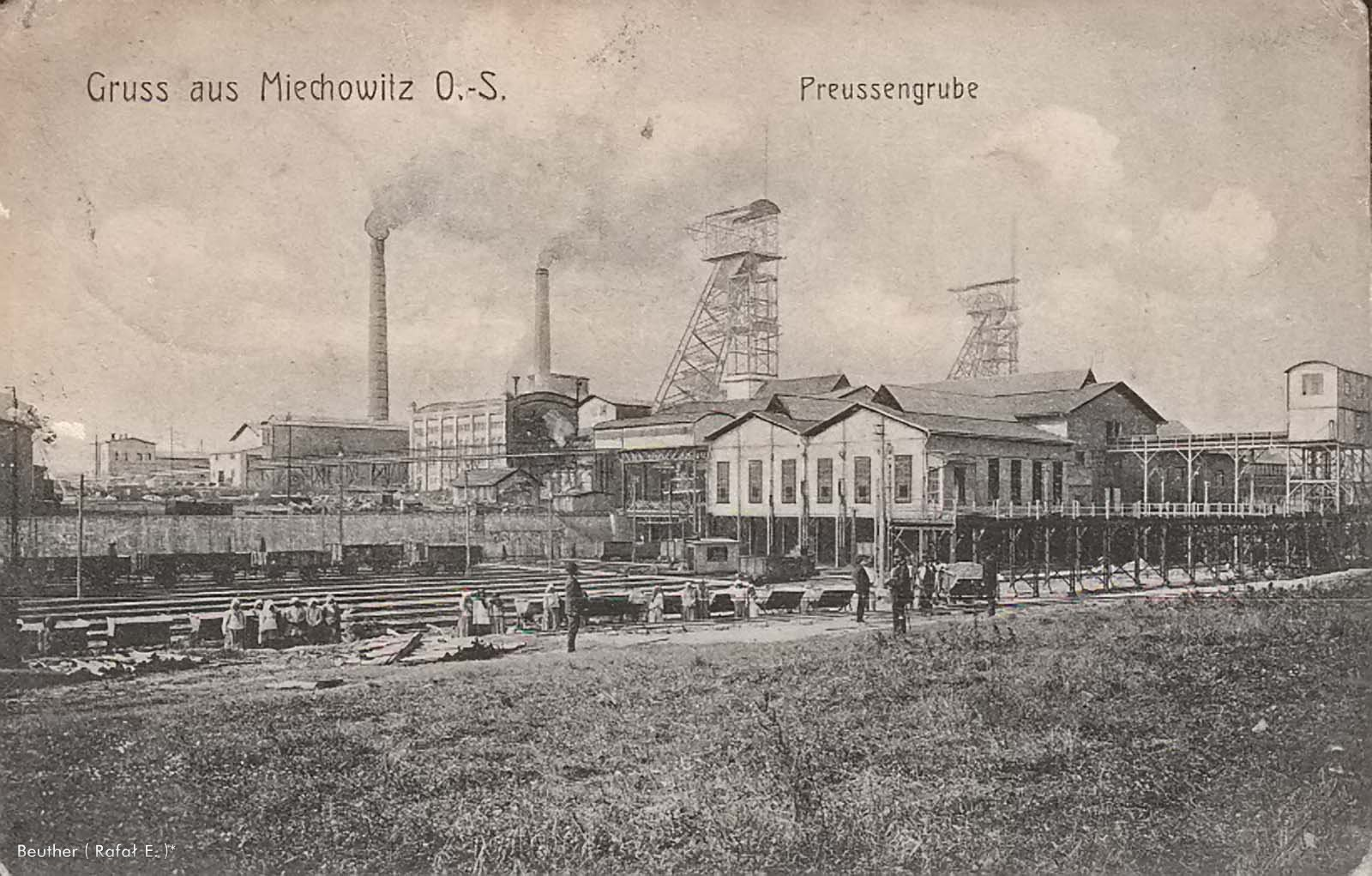
Kopalnia węgla kamiennego Preussen (późniejsza Miechowice)

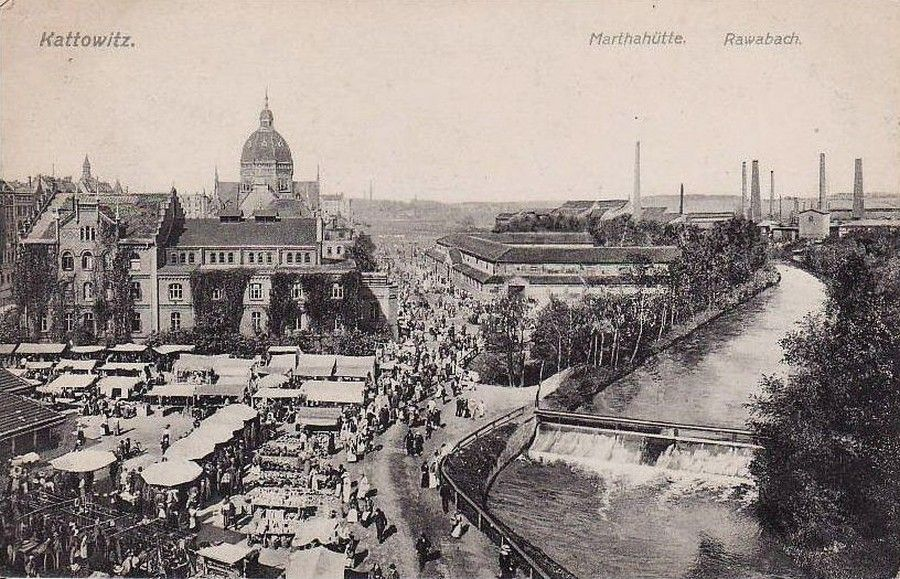
Huta żelaza Marta

Katowicka Spółka Akcyjna dla Górnictwa i Hutnictwa (Kattowitzer AG für Bergbau und Eisenhüttenbetrieb) – koncern przedsiębiorstw Górnego Śląska w formie spółki akcyjnej, utworzony w 1929, istniejący we Wspólnocie Interesów Górniczo-Hutniczych S.A do 1939.

## Historia grupy
11 czerwca 1889 Hubert von Thiele-Winckler założył spółkę akcyjną z siedzibą w Katowicach, w której skład weszły: kopalnie węgla kamiennego: Florentyna w Łagiewnikach, Ferdynand w Katowicach, Mysłowice w Mysłowicach, kopalnie Nowa Przemsza i Carlssegen w Brzezince, Jacob w Janowie; kopalnie rud oraz huty żelaza: huta Hubertus w Łagiewnikach, z 4 wielkimi piecami, warsztatami mechanicznym i konstrukcyjnym do produkcji kotłów parowych, stalownią martenowską i koksownią oraz huta Marta w Bogucicach k. Katowic, z zakładami pudlarskimi i walcownią żelaza (unieruchomiona 1924). W 1914 spółka przejęła kopalnie Preussen k. Bytomia. Kapitał akcyjny wynosił 39 000 000 marek.
W 1890–1891 spółka zatrudniała ponad 6600 pracowników – w górnictwie węgla ok. 5100, w hutach ponad 1000 osób, w górnictwie rud ok. 330. Produkcja w 1891 wynosiła: węgiel kamienny – 1 610 000 t, koks 52 000 t, smoła 4000 t, surówka 34 000 t, wyroby walcowane 20 000 t. W 1902–1903 udział spółki w przemyśle górniczo-hutniczym Górnego Śląska wynosił: węgiel 10%, ruda żelaza 5,5%, surówka 7,5%.
Po I wojnie światowej i plebiscycie na Górnym Śląsku w 1921 akcje spółki od rodziny von Thiele-Winckler nabył Friedrich Flick. W styczniu 1922, w związku z podziałem Górnego Śląska po plebiscycie i III powstaniu śląskim, spółka utworzyła na obszarze niemieckiej części Górnego Śląska przedsiębiorstwo filialne – Preussengrube. W czerwcu 1929 została przeprowadzona fuzja z Hutą Bismarcka SA i Hutą Silesia SA. W konsekwencji fuzji powstał koncern Katowicka Spółka Akcyjna dla Górnictwa i Hutnictwa. Równolegle nowo powstała Katowicka Spółka Akcyjna dla Górnictwa i Hutnictwa zawarła z Górnośląskimi Zjednoczonym Hutami Królewską i Laurą Spółka Akcyjna Górniczo-Hutnicza porozumienie Wspólnota Interesów Górniczo-Hutniczych. 97,5% akcji Katowickiej Spółki Akcyjnej dla Górnictwa i Hutnictwa objęła utworzona przez Averella Harrimana spółka holdingowa Consolidated Silesian Steel Corporation, z siedzibą w Nowym Jorku, w której większość akcji należała do Friedricha Flicka. U progu wielkiego kryzysu w roku 1929 spółka zatrudniała ponad 21 000 pracowników najemnych. Wydobycie węgla wynosiło 2 781 000 ton, udział w produkcji hutniczej Polski: wielkie piece 23,3%, stalownie 24,4%.
W 1932 r. w związku z dekoniunkturą wielkiego kryzysu i załamaniem dostaw stali do ZSRR w konsekwencji dewaluacji funta szterlinga (w którym rozliczane były transakcje) koncern znalazł się u progu upadłości. W 1934 został wzięty pod nadzór sądowy. 16 kwietnia 1937 r. wszedł w skład nowej spółki akcyjnej pod firmą Wspólnota Interesów Górniczo-Hutniczych Spółka Akcyjna, gdzie 92% stanowił kapitał polski (Skarb Państwa, Skarb Śląski i Bank Gospodarstwa Krajowego).